# Цикли Міланковича

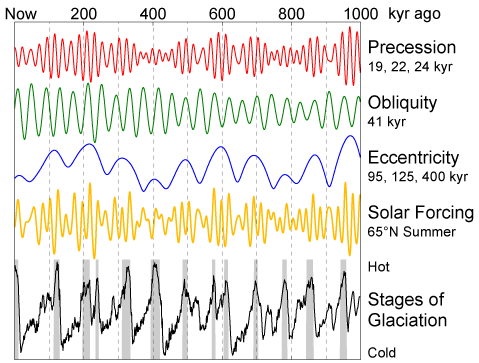
Згори вниз:
прецесія,
зміни нахилу орбіти,
зміни ексцентриситету,
результуючі зміни інсоляції,
зміни температури

Цикли Міланковича — це циклічні коливання інсоляції земної поверхні, спричинені коливаннями параметрів обертання Землі навколо Сонця та навколо власної осі. Відповідно, відбуваються циклічні зміни клімату. Тривалість цих циклів — десятки і сотні тисяч років.
Теорію цих циклів побудував сербський геофізик та астроном Мілутін Міланкович. Він розрахував, як змінюється інсоляція земної поверхні на різних широтах через спільну дію трьох факторів — прецесії, періодичних змін ексцентриситету земної орбіти та періодичних змін нахилу осі обертання Землі. Це пояснило, серед іншого, періодичні зледеніння, що мають місце в історії Землі (льодовикові періоди).
Розрахунки цих процесів потребують величезної обчислювальної роботи. Міланкович робив їх вручну; після появи електронної обчислювальної техніки стало можливим вдосконалити теорію циклів Міланковича, врахувавши додаткові астрономічні фактори — зміну нахилу орбіти Землі, поворот лінії апсид та інші.

## Прецесія

Прецесія земної осі.

Прецесія — це процес повороту земної осі, який повторюється приблизно кожні 25765 років, в результаті чого відбувається зміна кількості сонячного випромінювання, що потрапляє на планету у північній та південній півкулях впродовж року.

## Нутація

Прецесія (P) та нутація (N)
тіла, що обертається

Нутація — це процес зміни кута між віссю власного обертання та віссю, довкола якої відбувається обертання. Максимальне відхилення осі Землі становить 24,5°, а мінімальне — 22,1°. Період зміни кута триває приблизно 41 тисячу років.

## Ексцентриситет орбіти

Прецесія орбіти Землі.

Ексцентриситет — це відхилення орбіти Землі від колової. Земна орбіта має еліптичну форму, але ця форма не стала і змінюється із періодом приблизно 93 тисячі років, таким чином, що Земля, під час полярної ночі на одному із полюсів, віддаляється на значну відстань від Сонця. Це спричинює серйозне сезонне охолодження однієї із півкуль планети, що призводить до зледенінь.

## Вплив на клімат

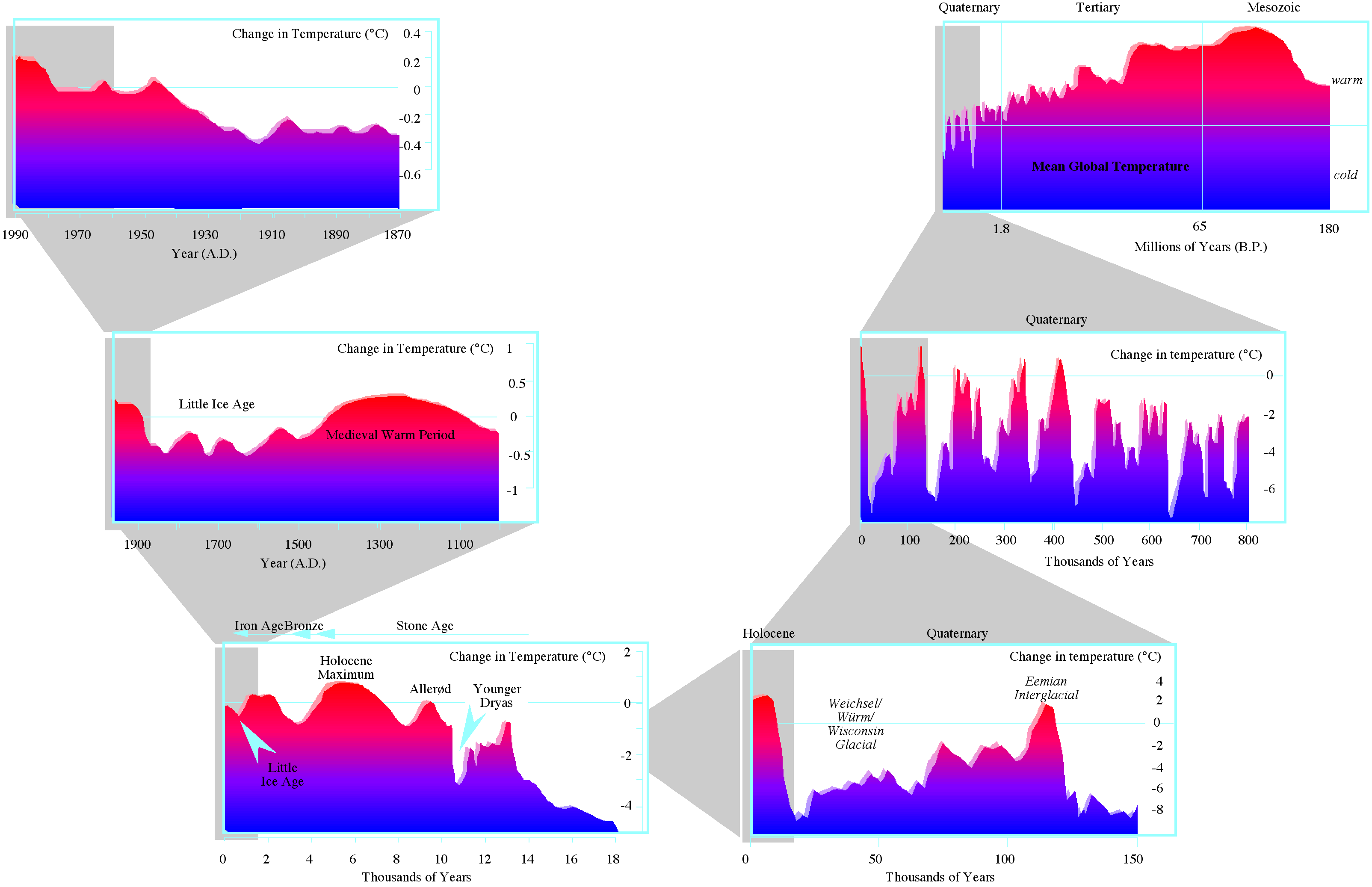
Коливання температури атмосфери Землі з часів мезозою до сьогодення

Періодичне відхилення орбіти та осі Землі спричинює відмінності у кількості сонячної радіації, що потрапляє на планету. Це веде до глобальних кліматичних змін — глобального потепління та глобального похолодання. За останній мільйон років у північній півкулі відбулося 10 льодовикових періодів, кожен з яких повторювався із періодичністю у 100 тисяч років, таким чином, збігаючись із максимальним ексцентриситетом орбіти Землі